# سلاح

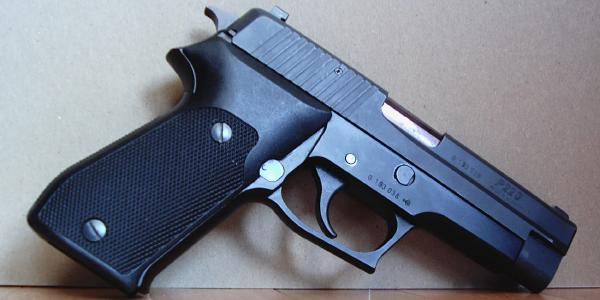
سلاح المسدس الشخصي.

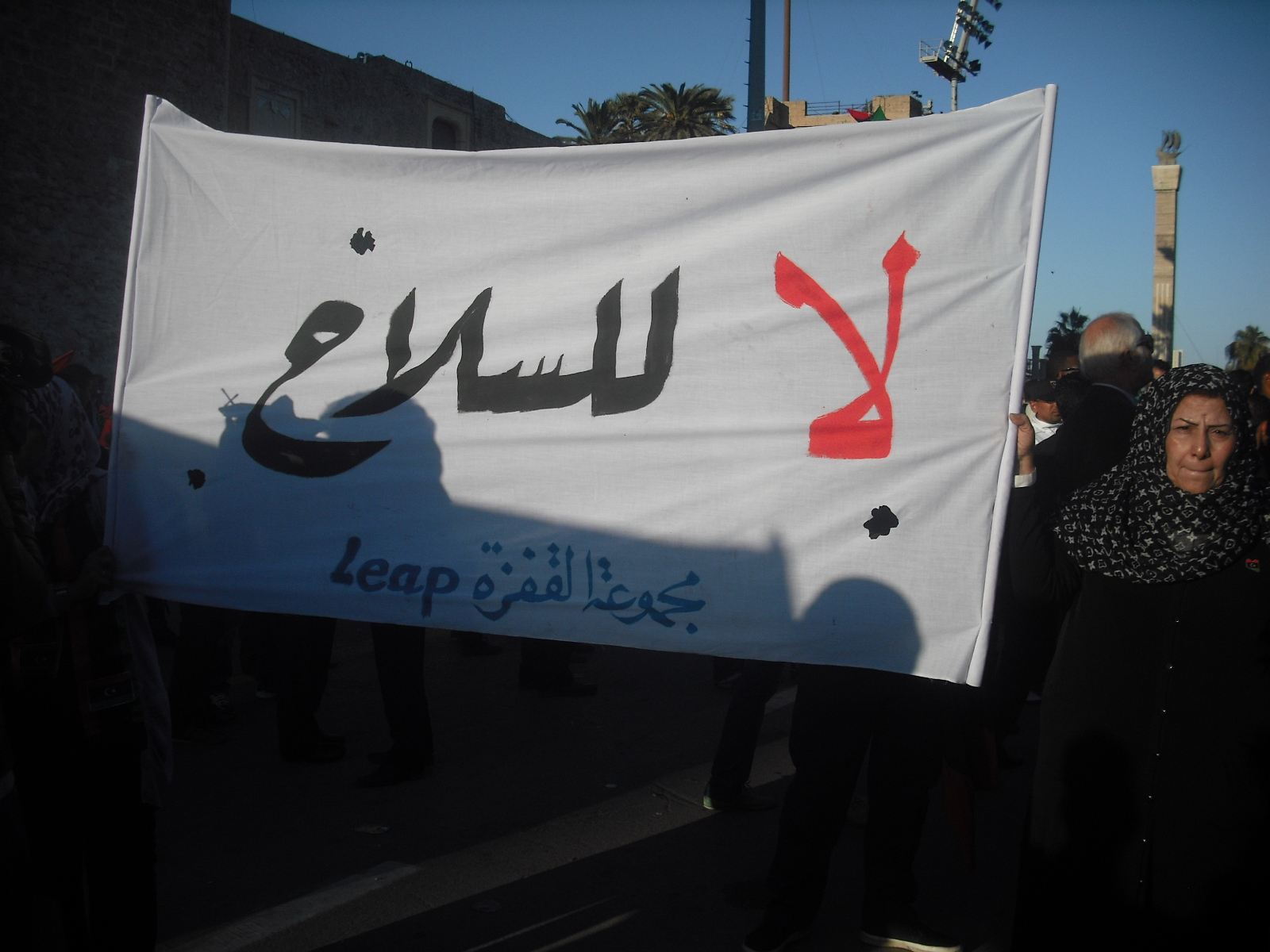
مظاهرة تندد بانتشار السلاح في المغرب.

السِّلاح (الجمع: أَسْلِحَة) هو كل أداة تتيح شل أو جرح أو قتل كائن حي أو التسبب في دمار مادي، ويمكن أن يستعمل السلاح لغرض الدفاع، الهجوم، أو التهديد إضافةً إلى إمكانية الاستعمال في الرماية الرياضية أو الصيد.

## أنواع الأسلحة
نميز في الميدان العسكري بين قائمتين كبيرتين للأسلحة وهي:
1. أسلحة الدمار الشامل (السلاح النووي، السلاح الكيميائي والسلاح البيولوجي).

1. الأسلحة العادية (تشمل كل الأسلحة الأخرى كالسلاح الناري والسلاح الأبيض).

## تاريخ الأسلحة
بدأت ترسانة الأسلحة في العالم في أزمنة ما قبل التاريخ مع العصي البسيطة، الأدوات الحجرية، الرماح الخشبية والمقالع البسيطة ثم تطورت فيما بعد لتتضمن الأقواس والسهام، وتقنيات الأسلحة البيضاء المعقدة (السيوف، الرماح ...) وتطورت أكثر فيما بعد لتضم المدافع، البنادق، المسدسات الآلية، الدبابات، السفن الحربية، الطائرات الحربية، الصواريخ والأسلحة النووية.

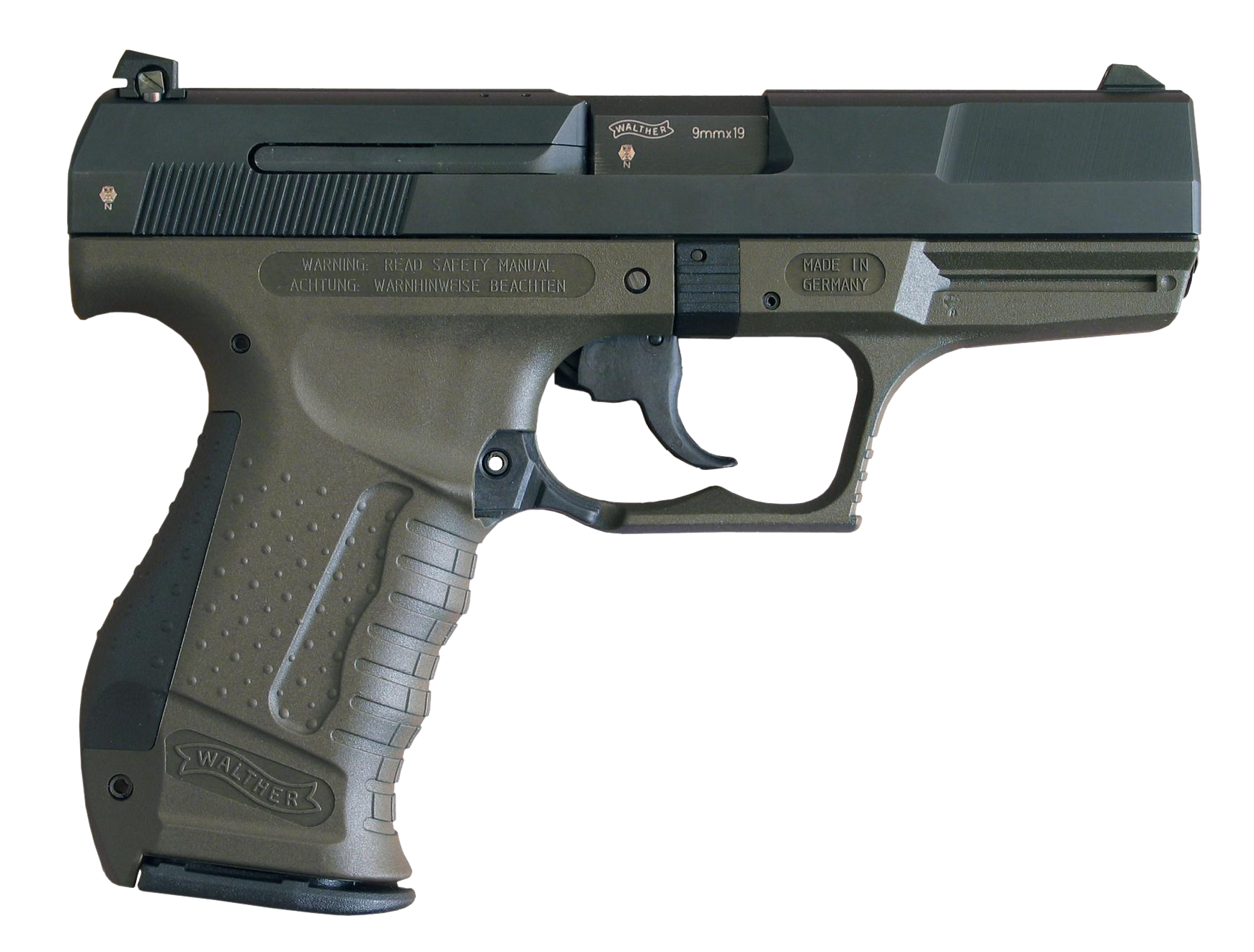
مسدس يدوي
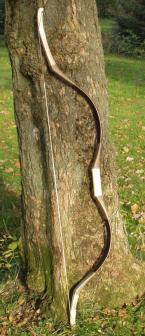
قوس
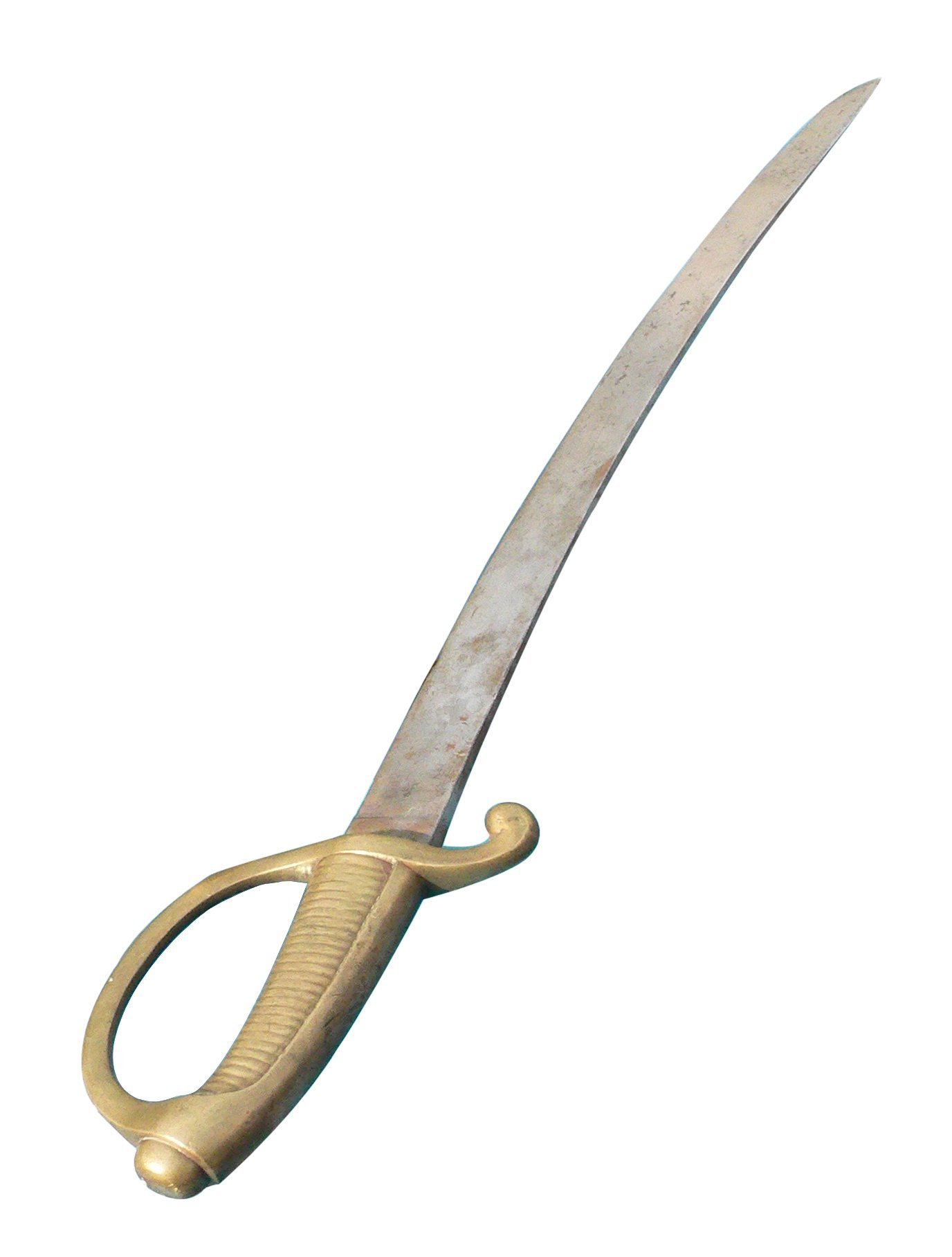
سيف معقوف
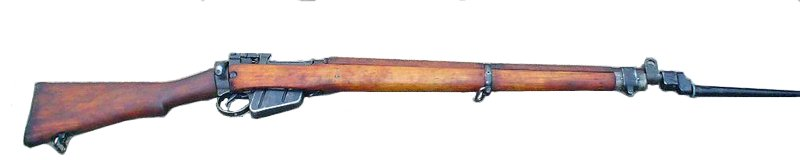
بندقية